# Clearlake (Kalifornija)
Clearlake je grad u američkoj saveznoj državi Kalifornija. Prema popisu stanovništva iz 2010. u njemu je živjelo 15,250 stanovnika.